# Gmina Sodražica
Sodražica – gmina w Słowenii. W 2002 roku liczyła 2038 mieszkańców.

## Miejscowości
Miejscowości wchodzące w skład gminy Sodražica:

- Betonovo
- Brlog
- Globel
- Janeži
- Jelovec
- Kotel
- Kračali
- Kržeti
- Lipovšica
- Male Vinice
- Nova Štifta
- Novi Pot
- Petrinci
- Podklanec
- Preska
- Ravni Dol
- Sinovica
- Sodražica – siedziba gminy
- Travna Gora
- Vinice
- Zamostec
- Zapotok
- Žimarice